# تویوتا پلاتز
تویوتا پلاتز (Toyota Platz) خودرویی است که در سال‌های ۱۹۹۹ تا ۲۰۰۵ در تویوتا، آیچی تولید شده‌است. طراحی آن خودروهای موتور جلو-محور جلو بوده طول آن در حالت طبیعی ۴٬۱۴۵ میلیمتر (۱۶۳٫۲ اینچ) و عرض آن در حالت طبیعی ۱٬۶۶۰ میلیمتر (۶۵٫۴ اینچ) است. سیستم جعبه‌دندهٔ آن ۵ دنده به دو صورت خودکار و دستی است.